# Maxera lophocera
Maxera lophocera là một loài bướm đêm trong họ Noctuidae.